# Giuseppe Segusini
Giuseppe Segusini (Feltre, 15 luglio 1801 – Belluno, 29 marzo 1876) è stato un architetto e urbanista italiano.

## Biografia
Nacque da Paolo e Caterina Segato in una famiglia estremamente povera. Quindicesimo di venti figli, fu l'unico a vivere oltre la tenera età. Trascorse un'infanzia molto difficile e giovanissimo fu mandato a lavorare: a diciassette anni era falegname di giorno e panettiere di notte.
Deve la sua fortuna all'interessamento del conte Fedele Norcen, il quale lo prese a ben volere e gli insegnò la matematica. Dimostrò le sue abilità artistiche quando, attratto da un quadro della villa del nobile, lo copiò con grande perizia; delle sue doti si accorse il cuoco del seminario vescovile, che lo fece entrare nella scuola di disegno dell'istituzione retta da Agostino Occofer. "...entrare nella scuola di disegno - confessò in seguito Segusini - era come entrassi in un luogo santo per me e provavo un piacere inesprimibile".
Fu grazie all'aiuto finanziario degli stessi compagni di corso (Vittore Rossi, Giovanni Zannettelli e Bernardino Fonzasio) se il Segusini poté continuare la propria formazione in ambienti più prestigiosi. A diciannove anni vinse il primo premio nella classe di architettura dell'accademia di Belle Arti di Venezia e l'anno successivo fu accettato nella celebre istituzione.
Nel 1826 lasciò l'accademia e cominciò la sua attività progettando un tempietto per il canonico Bartolomeo Villabruna e altri edifici per Feltre, Malamocco e Venezia. Percepì il primo compenso (50 lire austriache) presentando un progetto per il restauro del duomo di Oderzo, anche se poi i lavori furono affidati ad un altro.
Dovette la commissione del suo primo vero lavoro al conte Antono Miari, il quale gli suggerì di partecipare al concorso per l'edificazione del teatro di Belluno; nel 1833 la commissione scelse il suo progetto quasi all'unanimità.
Si noti, tuttavia, che Segusini ottenne il titolo di libero esercizio di architetto e ingegnere solo il 29 aprile 1838.
Da allora i progetti si susseguirono a ritmo incalzante: suoi sono l'arcidiaconale abbaziale di Agordo, il palazzo municipale ed il palazzo Cappellari di Belluno, il tempietto di Mel, il teatro di Serravalle, la chiesa di San Lucano a Villapiccola di Auronzo e l'oratorio di Busta. Fuori dal Veneto realizzò il teatro di Innsbruck e la cappella funeraria Tacchi di Rovereto. Concepì anche numerosi altari: se ne ritrovano nel battistero di Feltre, nell'arcidiaconale di Pieve di Cadore, nella chiesa di San Gervasio a Belluno, nella parrocchiale di Santa Giustina e in quella di Enego, nella cattedrale di Feltre, nella parrocchiale di Mezzolombardo e in quella di Pozzale (quest'ultimo realizzato dallo scultore Valentino Besarel).
Databili intorno al 1855 sono gli splendidi e sfarzosi stucchi recentemente restaurati nella chiesa dei Santi Pietro e Paolo di Levada.
Si occupò anche della riedificazione dell'abside della cattedrale di Belluno, crollata in seguito al terremoto del 1873. Suoi sono inoltre la scalinata di accesso al santuario dei Santi Vittore e Corona e, nello stesso, l'abside che protegge il monumento funebre a Giovanni da Vidor.
Fu anche urbanista e progettò la ricostruzione di Padola e Lorenzago, distrutte da incendi rispettivamente nel 1846 e nel 1865.
Notevole è l'impronta lasciata a Feltre, tanto che il suo centro storico può essere definito rinascimentale e segusiniano al contempo. Qui rinnovò costruzioni già esistenti e ne costruì di nuove (si cita il palazzo del seminario, ricavato dall'antico convento di Santa Chiara), lavorando particolarmente ai luoghi più frequentati della città: piazza Maggiore, via Garibaldi, largo Castaldi.
Alcuni suoi interventi risultano poco rispettosi del contesto storico-artistico preesistente e non hanno trovato l'apprezzamento dei posteri. Va altresì considerato che Segusini è un architetto del suo tempo, quando si tendeva a "demolire il vecchio e a rivolgersi al nuovo, a preferire dei rifacimenti freddi alla conservazione integrale dei vetusti edifici".

## Galleria d'immagini

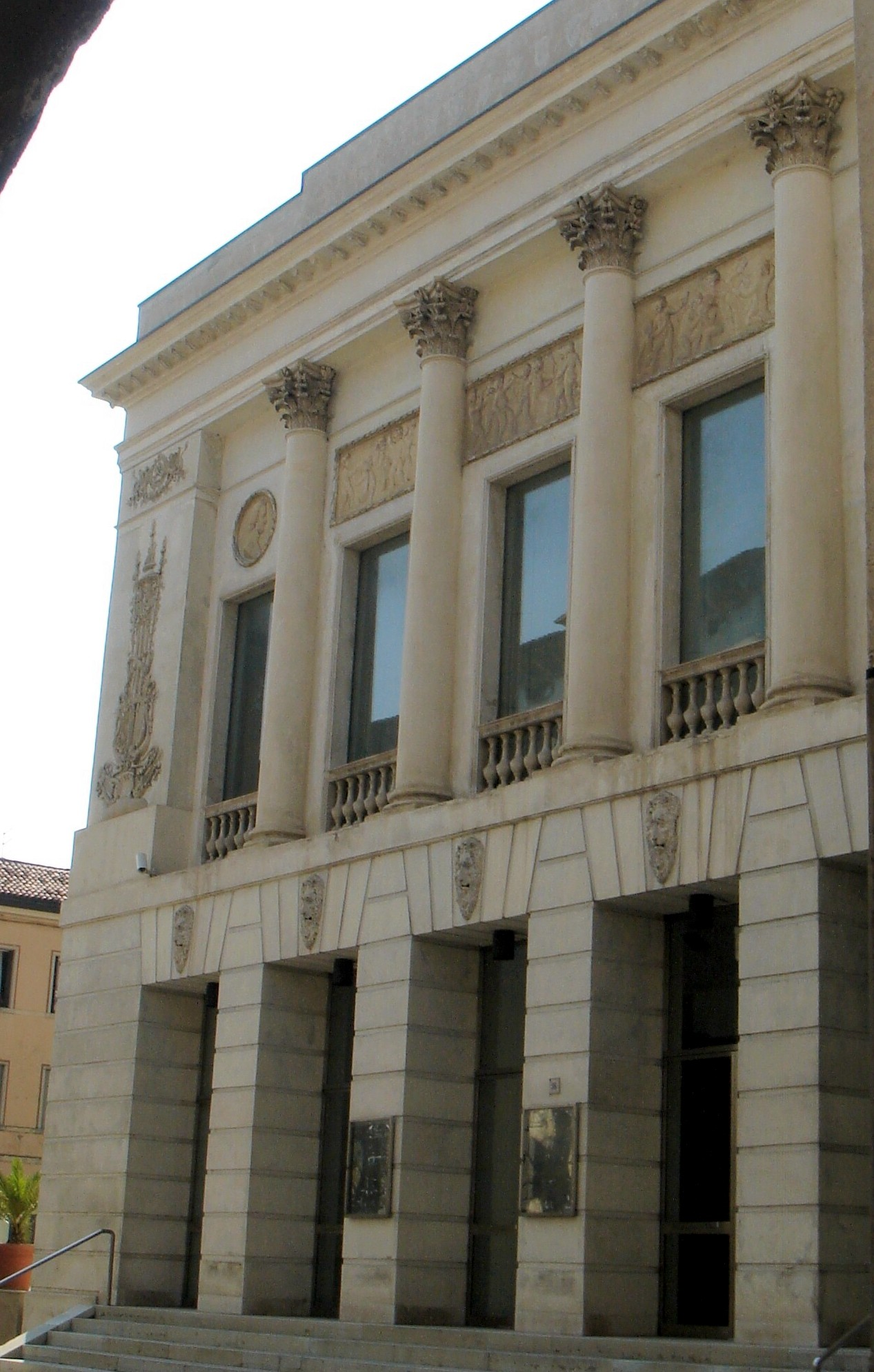
Teatro di Serravalle (TV), 1842-1879
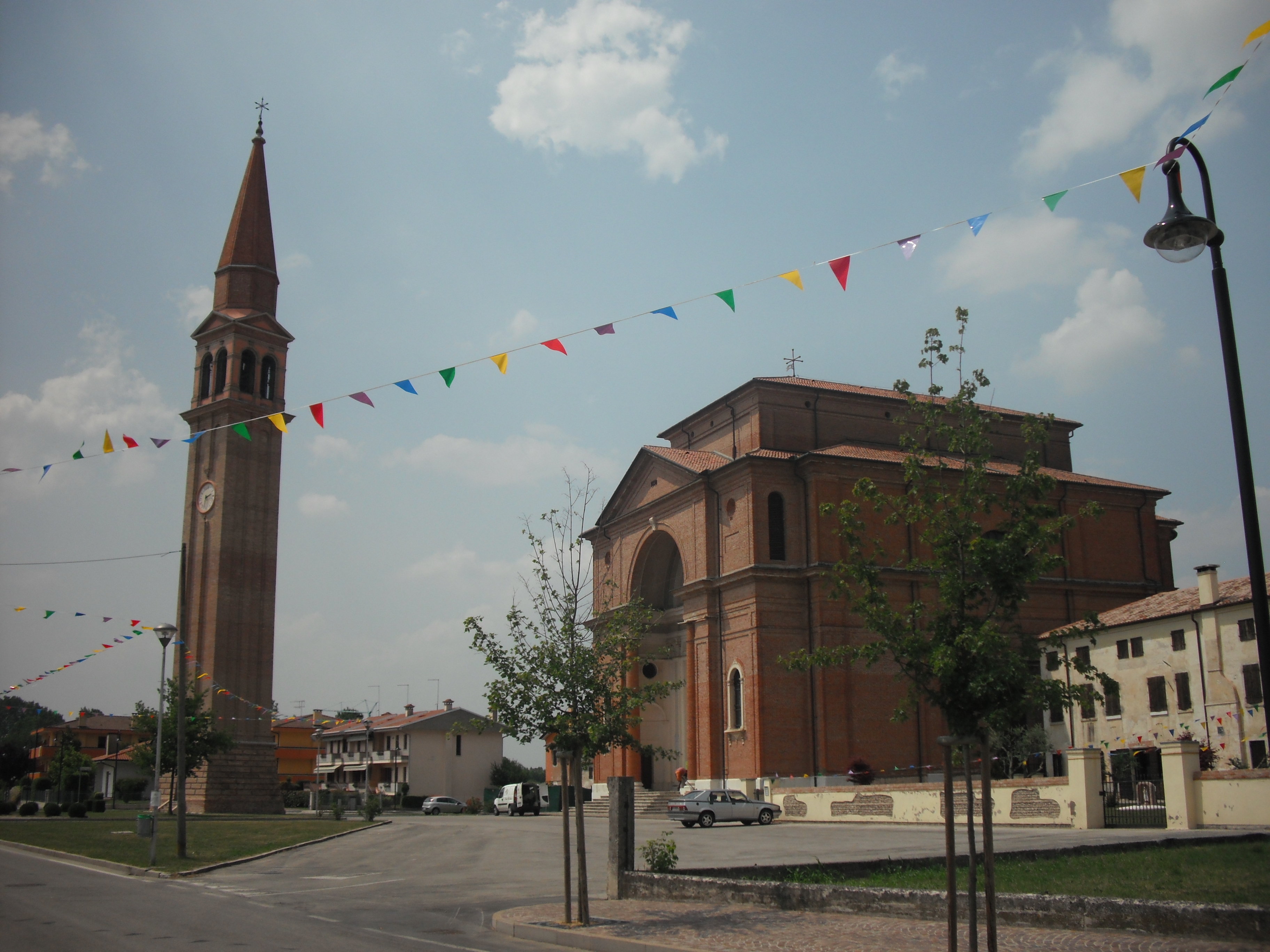
Chiesa di San Martino a Morgano (TV), 1858 e sgg.
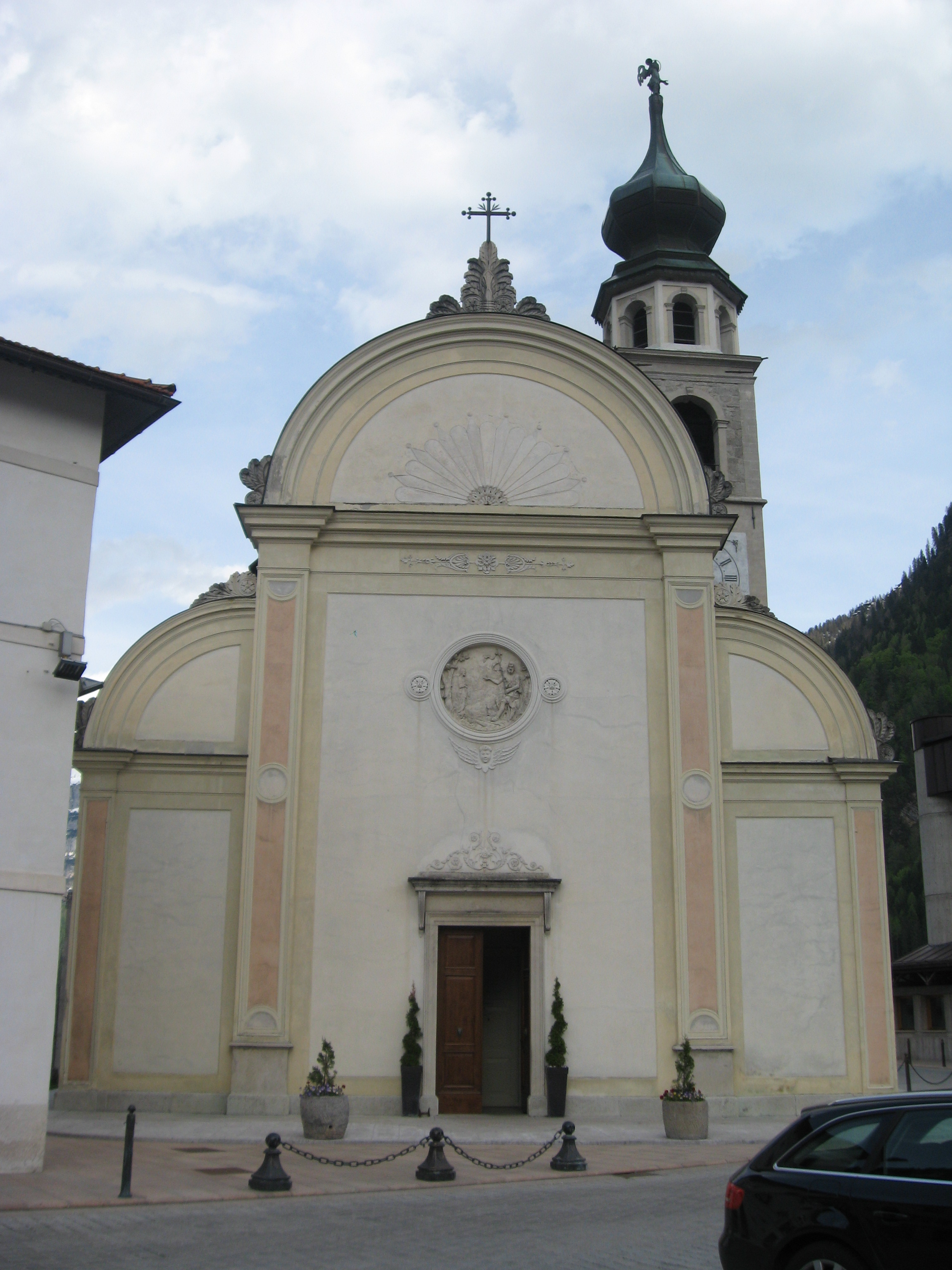
Chiesa di San Giovanni Battista a Canale d'Agordo (BL), 1859 e sgg.
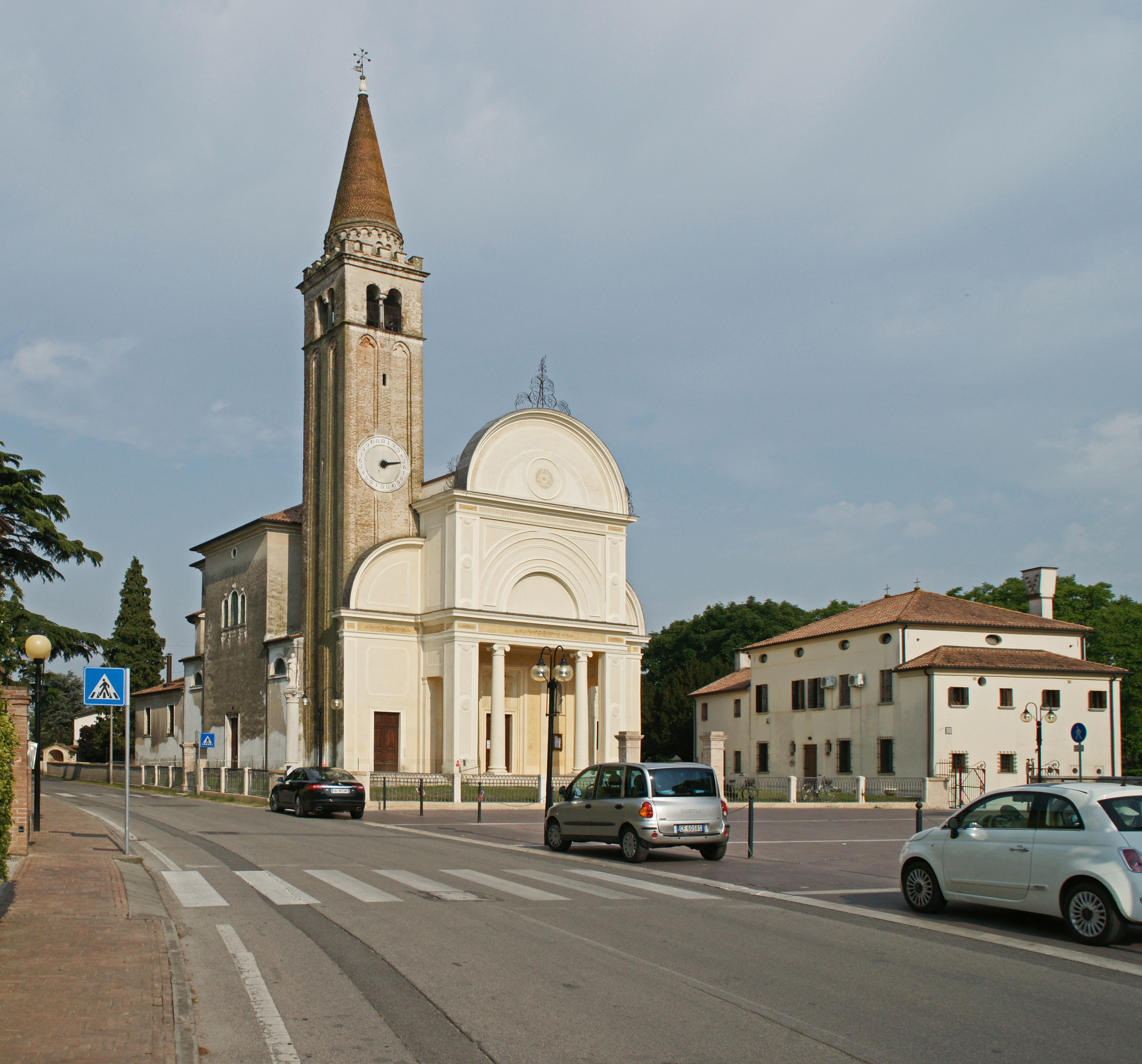
Chiesa di Sant'Elena a Zerman (TV), 1870-1895
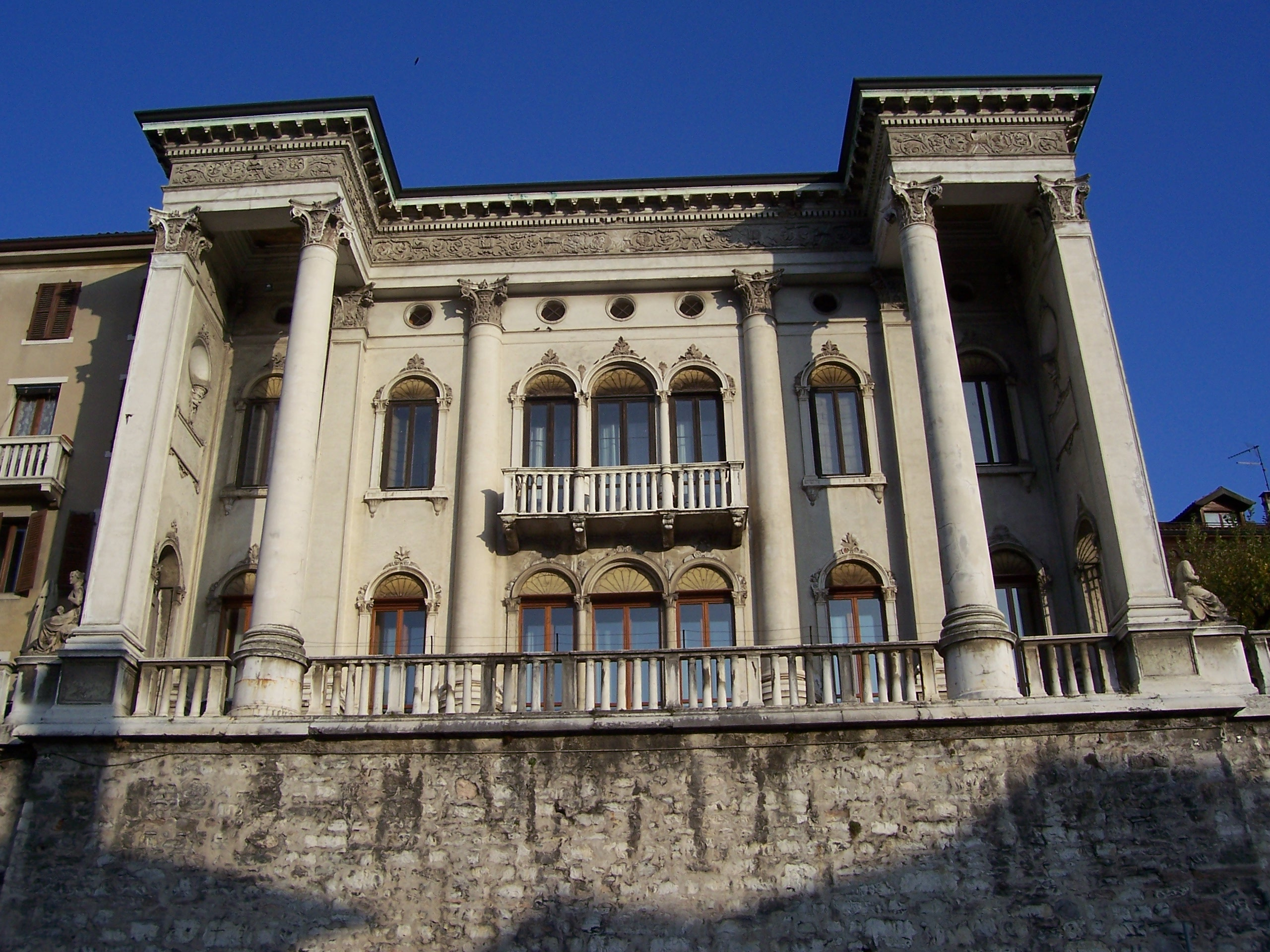
Palazzo Berton a Feltre (BL)
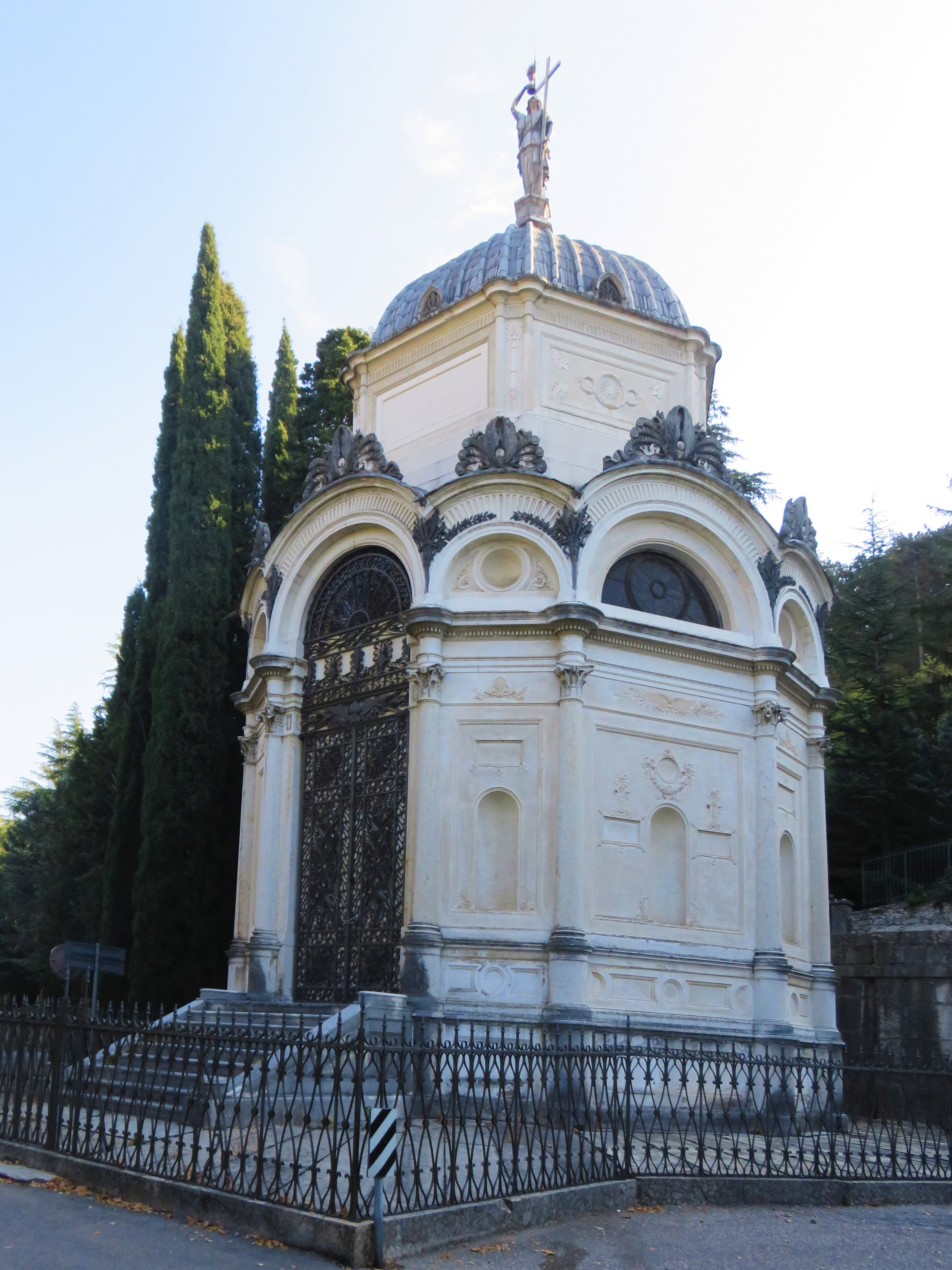
Mausoleo Tacchi a Rovereto (TN), 1862
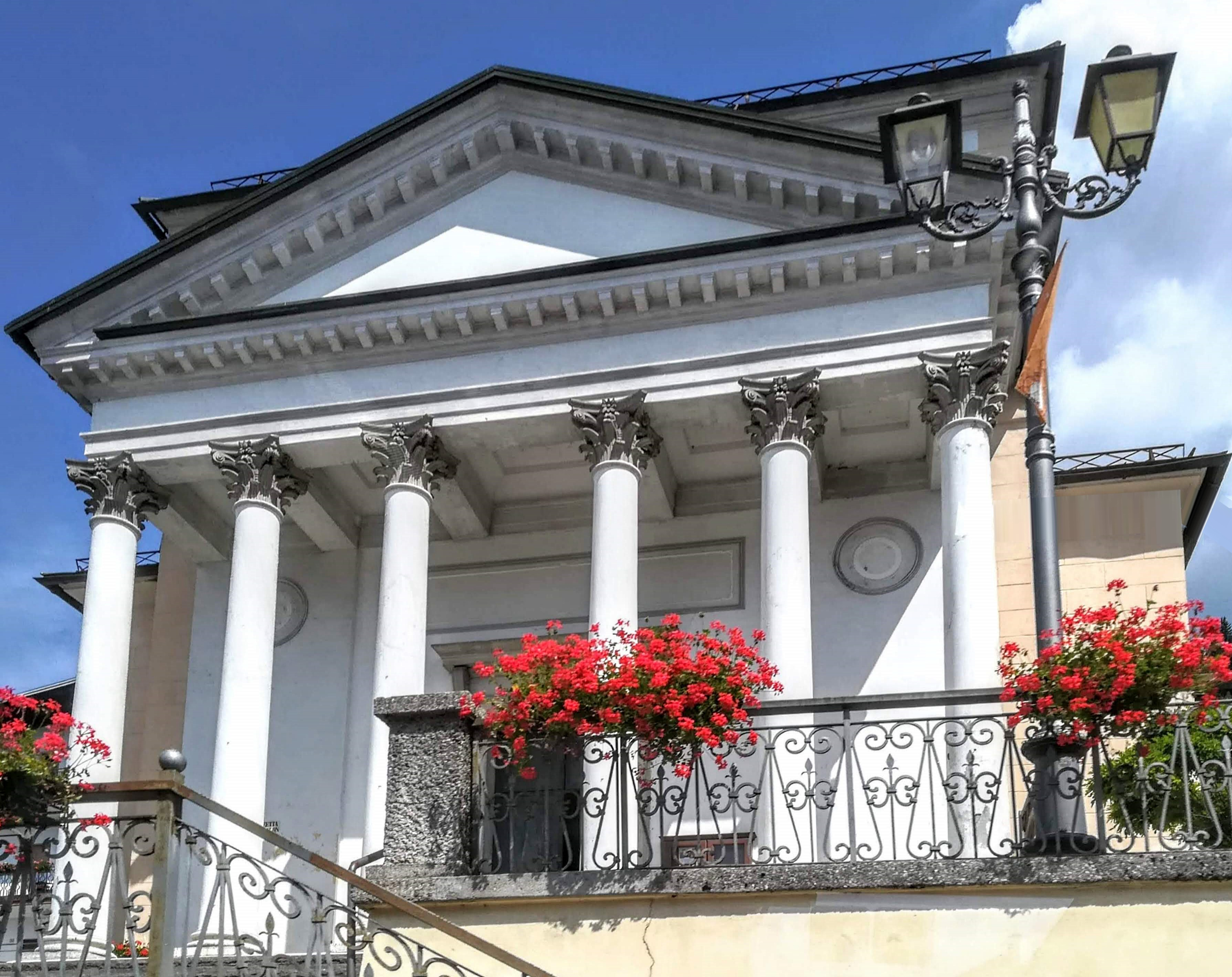
Chiesa dei Santi Rocco e Osvaldo a Dosoledo
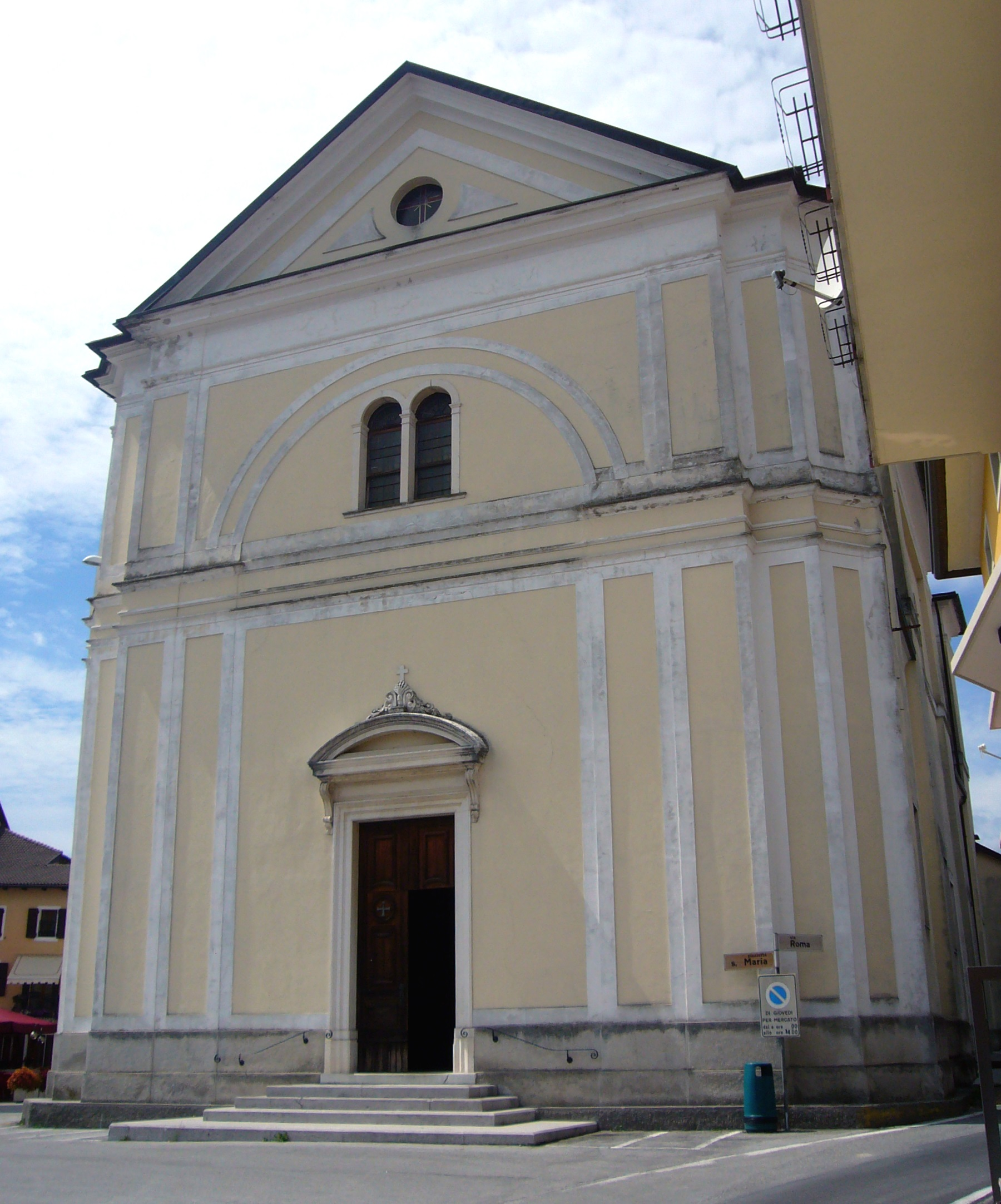
Chiesa parrocchiale di Pieve d'Alpago
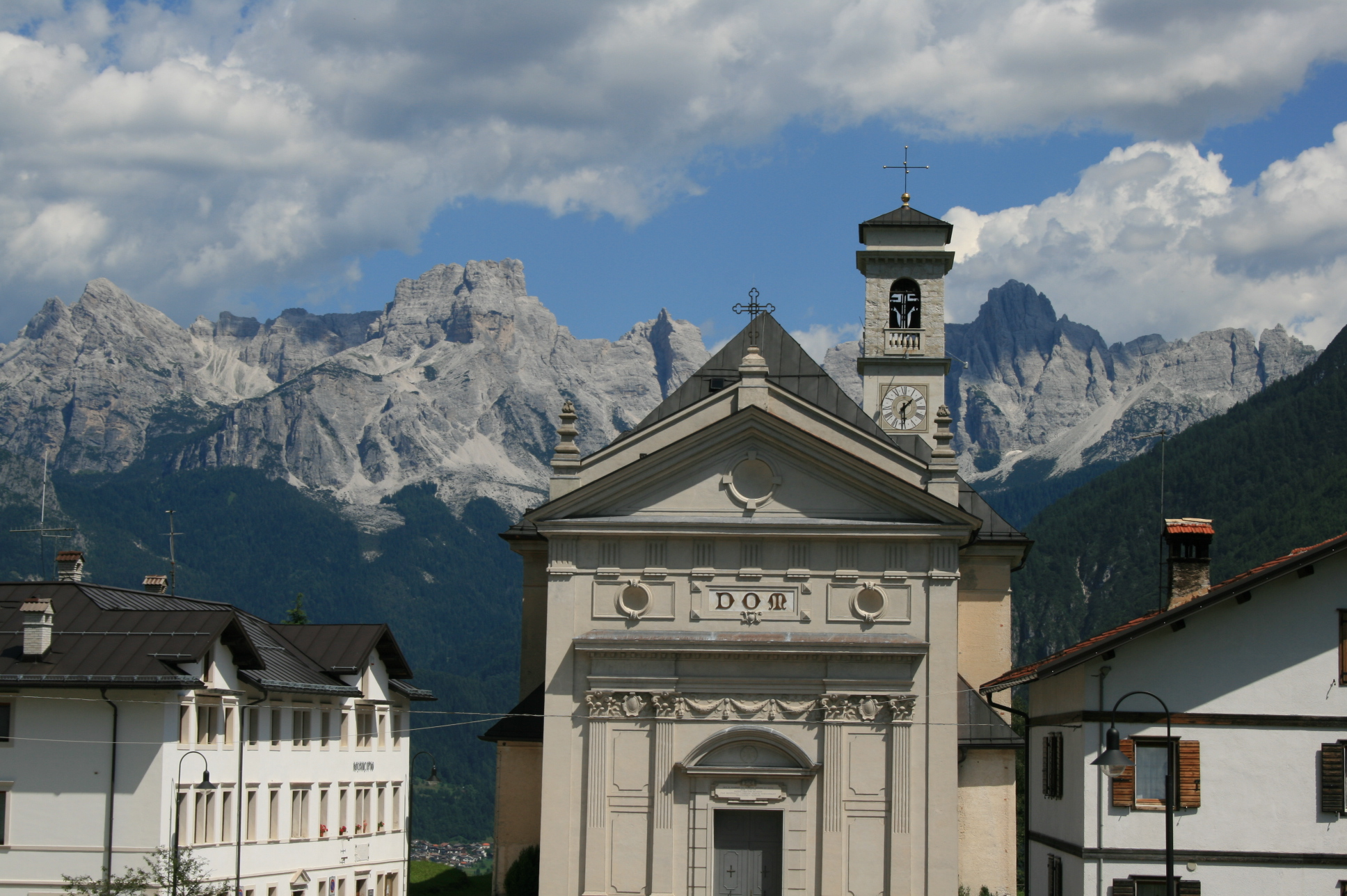
Chiesa di San Floriano a Rivamonte Agordino
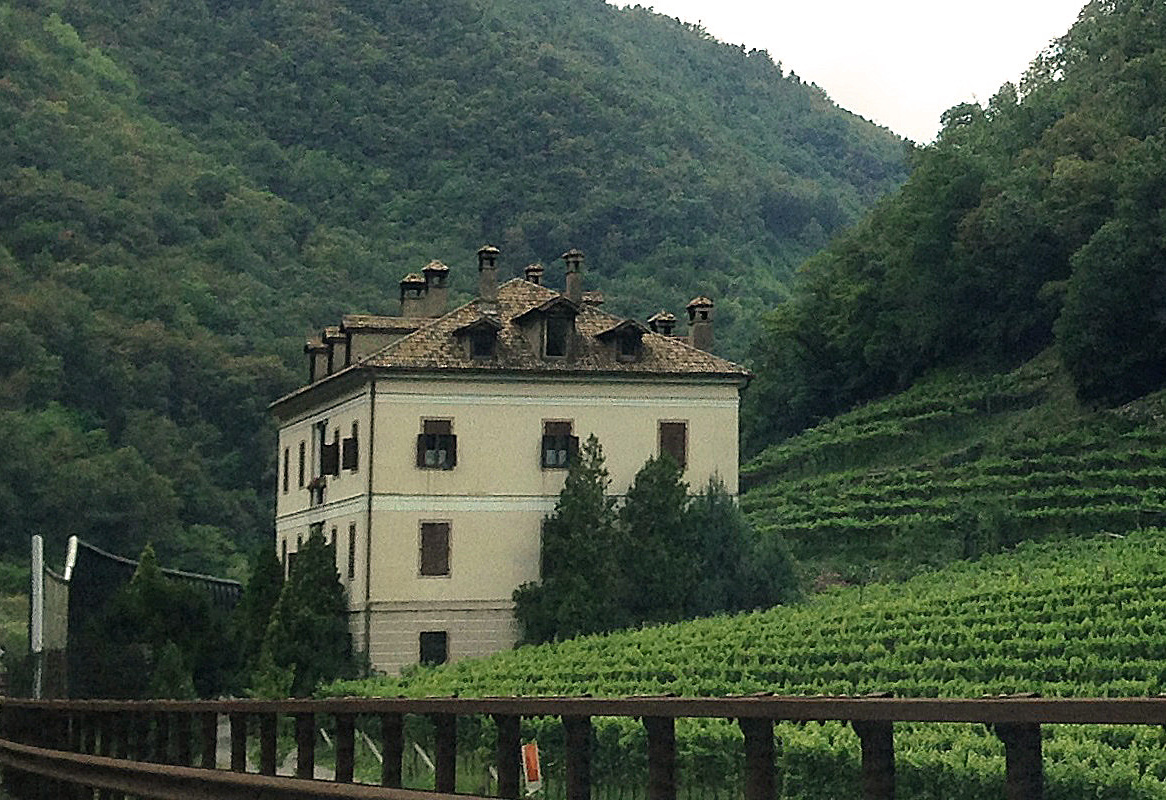
Villa Zanotti e Lazzeri a Bolzano